# Färben

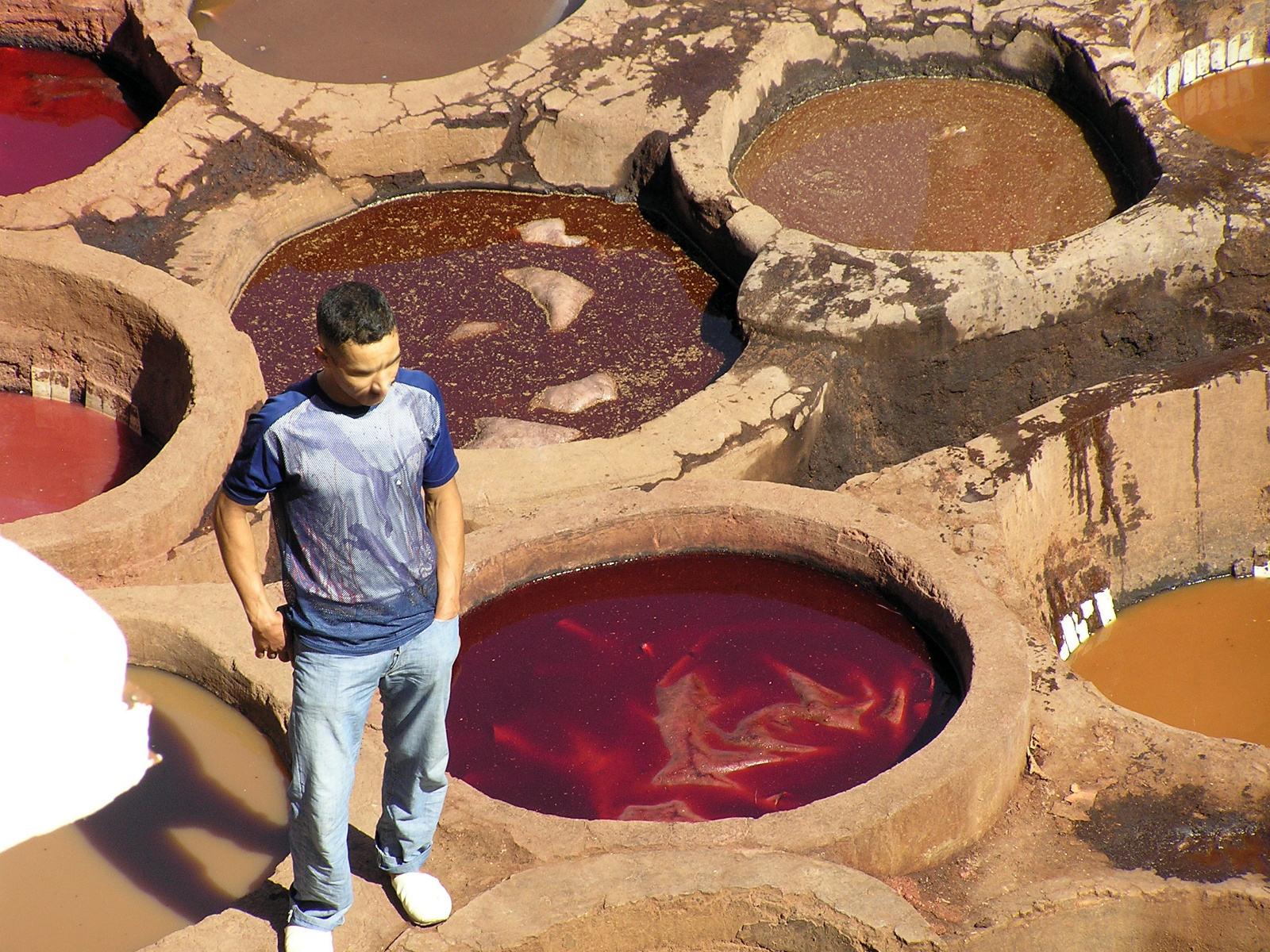
Eine traditionelle Färberei in Fès

Beim Färben werden textile Fasern durch Aufbringen von Farbstoffen in Färbe- oder Druckprozessen koloriert.
Damit die Naturfarbe des Textils den Farbton und besonders die Brillanz beim Färbeprozess möglichst wenig beeinflusst, werden Textilien aus natürlichen Fasern in der Regel vorher gebleicht. Wird dagegen die Färbung eines Textils wieder entfernt, beispielsweise nach Fehlfärbungen, spricht man vom Abziehen des Textils.
Das Färberwesen hat eine jahrtausendealte Tradition und ein eigenes Berufsbild mit zahlreichen Spezialisierungen herausgebildet. Heute wird es – sofern nicht handwerklich ausgeführt – der chemischen Industrie zugerechnet.
Der Begriff färben wird auch benutzt, wenn andere Materialien in ihrer Farbigkeit verändert werden.

## Historisches

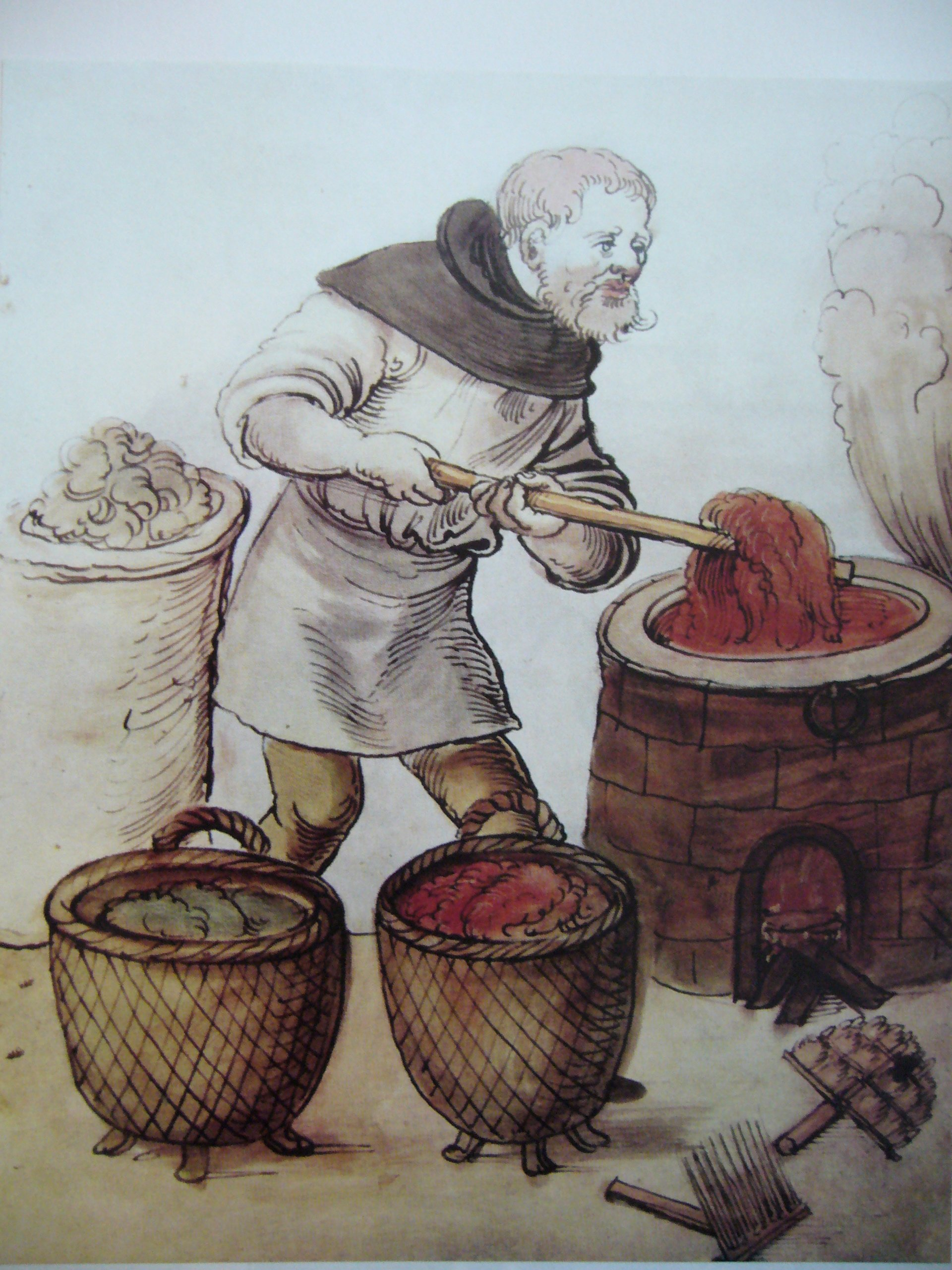
Ein Färber in einem Hausbuch des 15. Jahrhunderts

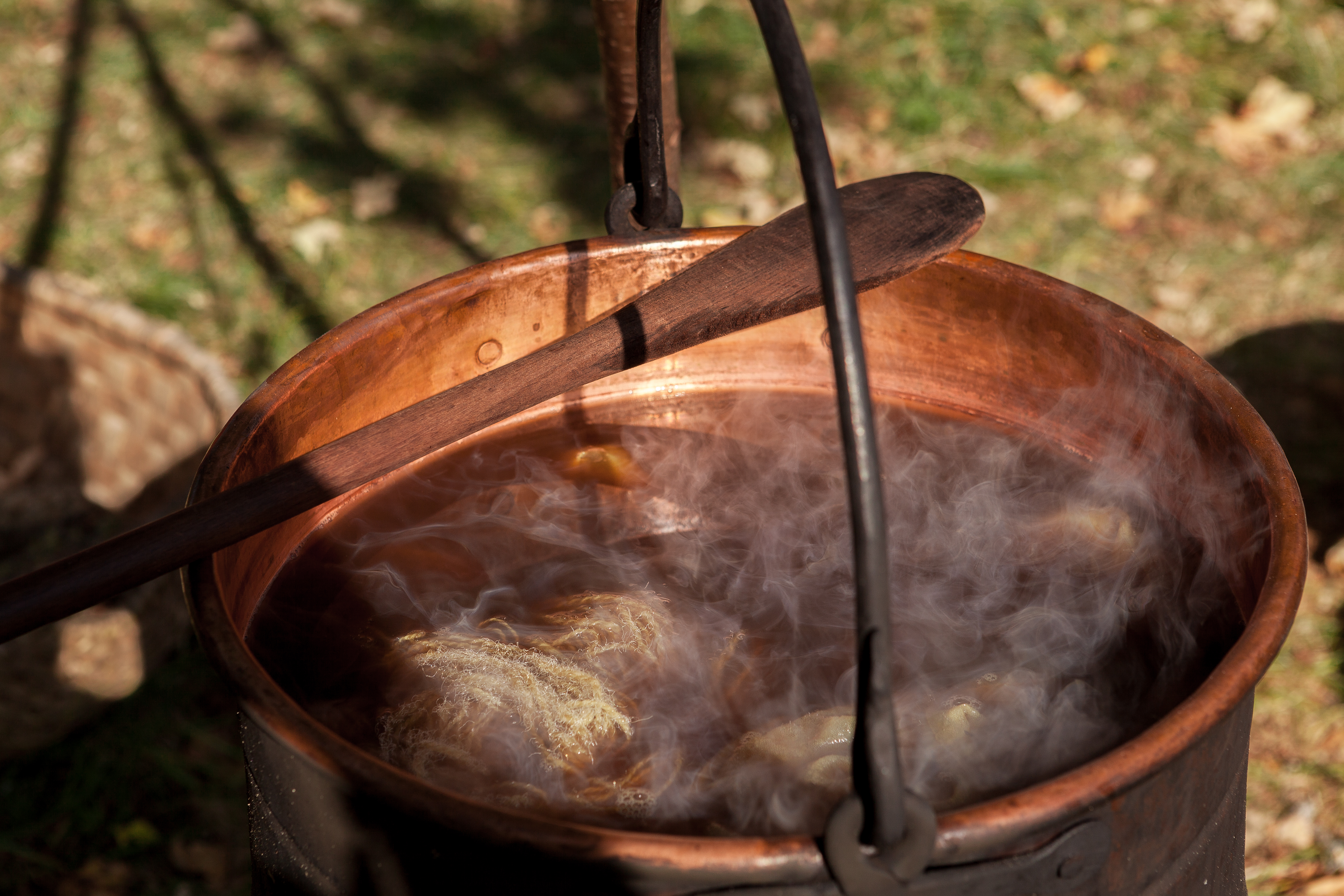
Kessel mit gelb-grünlichem Sud und Wolle.

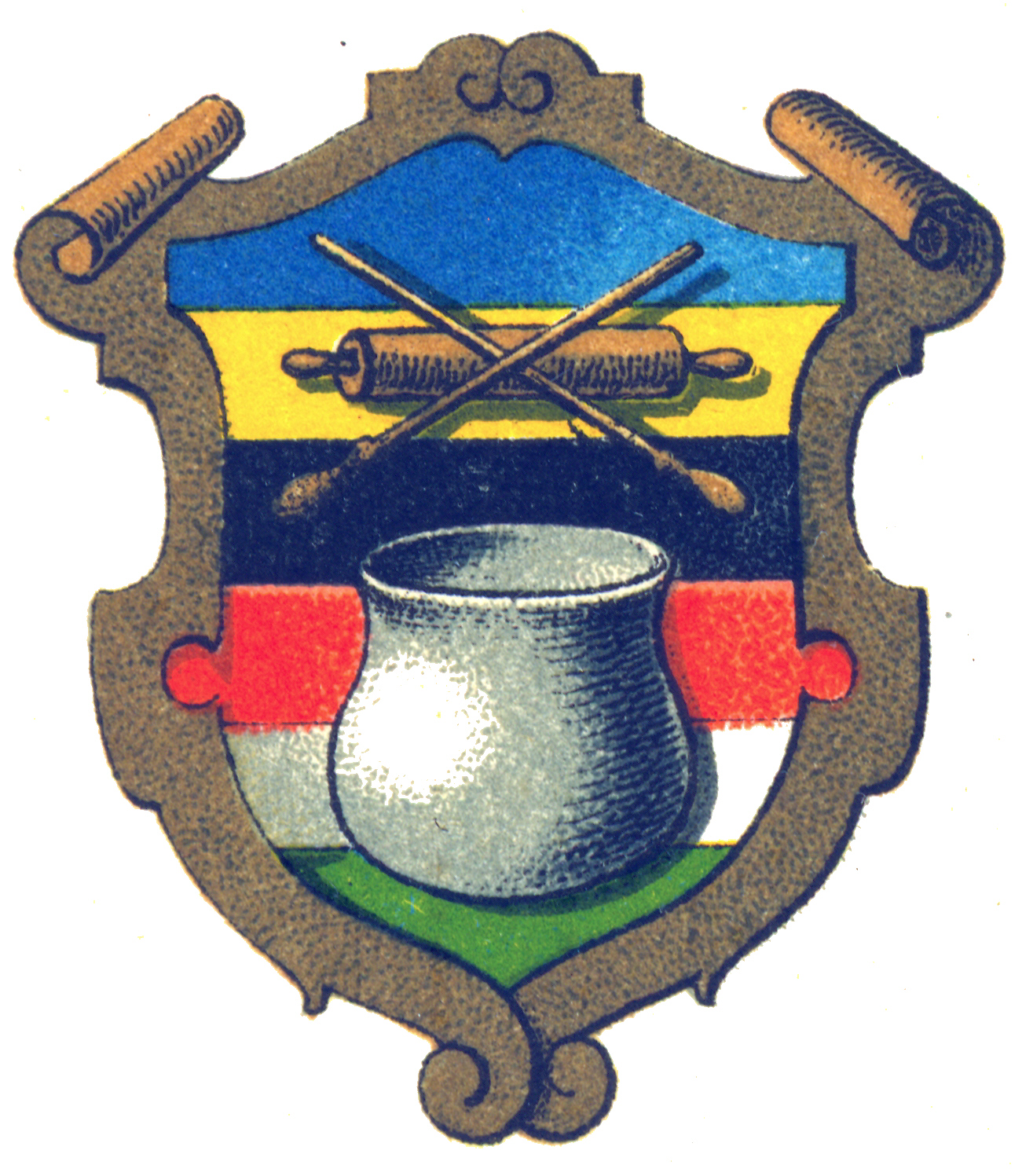
Zunftwappen der Färber

Die wenigen Kenntnisse über die Farbstoffe und Färbemethoden des Altertums stützen sich hauptsächlich auf Gräberfunde und Aufzeichnungen griechischer und römischer Schriftsteller sowie deren technologischen Beschreibungen. Jahrtausende war man dabei auf natürliche Farbstoffe aus Mineralien (Ocker, Zinnober), aus Pflanzen wie Indigo oder Rotholz (siehe auch Färberpflanzen) oder von Tieren (Schildlaus und Purpurschnecke) angewiesen. Aus dem alten Ägypten gibt es Funde von mit Krapp gefärbten Textilien. Nach der Entdeckung Amerikas bekamen die Färbereien Europas einen neuen Auftrieb durch importierte Farbhölzer.
Im Mittelalter waren die Färber Lohnwerker der anderen tuchverarbeitenden Zünfte. Erst spät entstanden eigene Färberzünfte. Es gab seit dem Mittelalter die Unterscheidung von verschiedenen Färbern:
- Schwarzfärber, das Färben eines tiefen Schwarz wurde als besondere Kunst angesehen.
- Leinwandfärber, Schlechtfärber, die Innung der Färber, die allgemein grobe Stoffe färbten.
- Tuchfärber, die auf das Färben von Wolle spezialisiert waren.
- Blaufärber, Waidfärber, die ursprünglich ausschließlich den einheimischen Waid, später auch den viel teureren importierten Indigo verwendeten.
- Schönfärber, eine später aufgekommene Bezeichnung für die Verwendung ausländischer Farbstoffe in der Anwendung insbesondere auf feine Stoffe (hierher rührt die Metapher „Schönfärberei)“.
- Türkisch-Rotfärber, die auf das Färben eines schönen Rottons mit aufwendiger Methode spezialisiert waren.
- Seidenfärber
- Rauchfärber und Zobelfärber, die Leder und Felle (Rauchwaren) färbten
- Garnfärber
- Bogolanfärber im afrikanisch-asiatischen Raum

Die Spezialisierungen wurden lokal und zeitlich unterschiedlich bezeichnet oder zu verschiedenen Berufsgruppen oder Innungen zusammengefasst.
Das Färben galt im Mittelalter als schmutziges Geschäft. Färber galten häufig als unrein, weil sie mit übel riechenden Substanzen (wie Urin) umgingen. Mit den Kreuzzügen begann in Europa ein erhöhtes Interesse an aufwändig gefärbten Materialien. Im 13. Jahrhundert expandierte der europäische Markt für gefärbte Stoffe und ausgebildete Färber waren sehr gefragt. So bildeten sich eigene Zünfte und Gilden, die den Färberberuf förderten und deren Interessen schützten. Eine der bekanntesten Färberzünfte des späten Mittelalters war die „Arte di Calimala“ in Florenz, die so hohe Anforderungen an die Produkte ihrer Zunft stellte, dass sie alle Tücher, die nicht entsprechend den Qualitätsstandards gefärbt waren, verbrannte und die verantwortlichen Färber mit Geldstrafen belegte. Doch auch in Nonnenklöstern fand das Färben als kunsthandwerkliche Tätigkeit statt, wie etwa aus einem im 15. Jahrhundert in Nürnberg entstandenen Puchlein von den klaidern, von auftrucken und von glas zu machen hervorgeht. Als älteste deutschsprachige Abhandlung über das Färben gilt ein wahrscheinlich schon vor 1320 in Tirol entstandenes Färbebüchlein, in dem sich wasserunlösliche Mineralfarben mit wasserlöslichen Pflanzenfarbstoffen kombiniert finden.
Die im 19. Jahrhundert entwickelten synthetischen Farbstoffe haben zunehmend die Naturfarbstoffe verdrängt. Heute haben die Reaktivfarbstoffe, gefolgt von den Dispersions- und Direktfarbstoffen die größte Bedeutung erlangt. Die Farbstofflösung wird als „Farb-“ oder „Färbeflotte“ oder als „Färbebad“ bezeichnet. „Textildruck“ kann als örtlich begrenztes Färben angesehen werden.

## Färbeverfahren
Färben kann in der textilen Verarbeitungskette fast überall geschehen.
- Einzelne Fasern oder ganze Wollvliese können vor dem Spinnen gefärbt werden.
- Fertig gesponnenes Garn kann gefärbt werden.
- Ein fertiges Gewebe oder Gestrick kann gefärbt werden.

Je früher im Herstellungsprozess gefärbt wird, desto besser können Unregelmäßigkeiten im Endprodukt ausgeglichen werden. Zur Erzeugung von Mustern beim Weben werden gefärbte Garne benötigt. Flächige Textilien werden gefärbt, um eine einheitliche Oberfläche (Egalität) aufzuweisen und um individuelle Farbtöne in kleinen Mengen erzeugen zu können.
Die Färberei ist nach drei verschiedenen Technologien möglich.
- Beim Ausziehverfahren (diskontinuierliche Färbeverfahren) werden die Farbstoffe in Wasser gelöst oder dispergiert. Während eines definierten Zeit/Temperaturverlaufs sowie kontrollierter Bewegung des Materials und/oder der Flotte zieht der Farbstoff gleichmäßig auf das Material, und wird zumeist im selben Färbebad – selten in einem zweiten Behandlungsbad – auf der Faser fixiert. In Abhängigkeit von dem Substrat/Farbstoff System können textile Hilfsmittel den Prozess vereinfachen, indem sie z. B. für eine bessere Netzbarkeit des Substrates sorgen. Auch kann die Notwendigkeit bestehen, Chemikalien zu dem Prozess hinzuzufügen, um die Fixierung des Farbstoffes an die Faser bzw. in der Faser zu ermöglichen (z. B. Salz und Soda für Reaktivfarbstoffe auf Baumwolle oder Hydrosulfit für Küpenfarbstoffe auf Baumwolle). Der Anteil des nicht fixierten Farbstoffs wird in nachfolgenden Behandlungsbädern entfernt.
- Beim Kontinueverfahren wird die Farbstofflösung durch Foulardieren (auch Klotzen genannt) auf das Substrat aufgebracht. Im Foulard wird die Farbflotte auf das Textilgut geklotzt. Dabei erfolgen eine gleichmäßige Benetzung des Materials mit Farbflotte und ein über die Warenbreite gleichmäßiges Abquetschen zwischen meist zwei oder drei Hartgummiwalzen auf definierte Flottenaufnahme. Danach werden die Farbstoffe auf der Faser fixiert, was entweder durch Behandlung mit Dampf (Sattdampf bei über 100 °C (PadSteam-Verfahren) oder überhitzter Dampf etwa bei 180 °C) oder Trockenhitze bis zu 220 °C in wenigen Sekunden bis Minuten geschehen kann. Danach schließt sich ein Auswaschprozess an, um den nichtfixierten Farbstoff von der Faser zu entfernen und gute Echtheiten zu erhalten.
- Beim Semikontinueverfahren erfolgt die Imprägnierung der Ware im Foulard kontinuierlich, die Fixierung des Farbstoffs zu einem späteren Zeitpunkt ebenfalls kontinuierlich oder diskontinuierlich. Ein Beispiel für das Semikontinueverfahren ist sog. Klotz-Kalt-Verweilverfahren bei dem Baumwolle mit Reaktivfarbstoffen gefärbt wird. Nach dem Klotzen der Baumwolle mit der Flotte, wird das Textil auf eine Kaule gewickelt und über mehrere Stunden rotierend bei Raumtemperatur gelagert. Anschließend erfolgt das Auswaschen des nicht fixierten Farbstoffs auf einer Breitwaschmaschine oder einem Baumapparat.

Bezüglich der chemischen und physikalischen Vorgänge bei der Färbung lassen sich vier Typen von Färbeverfahren in der modernen Textilfärberei unterscheiden.
- Direktfärbeverfahren
- Entwicklungsfärbung
- Reaktivfärbung
- Dispersionsfärbung

## Farbstoffklassen

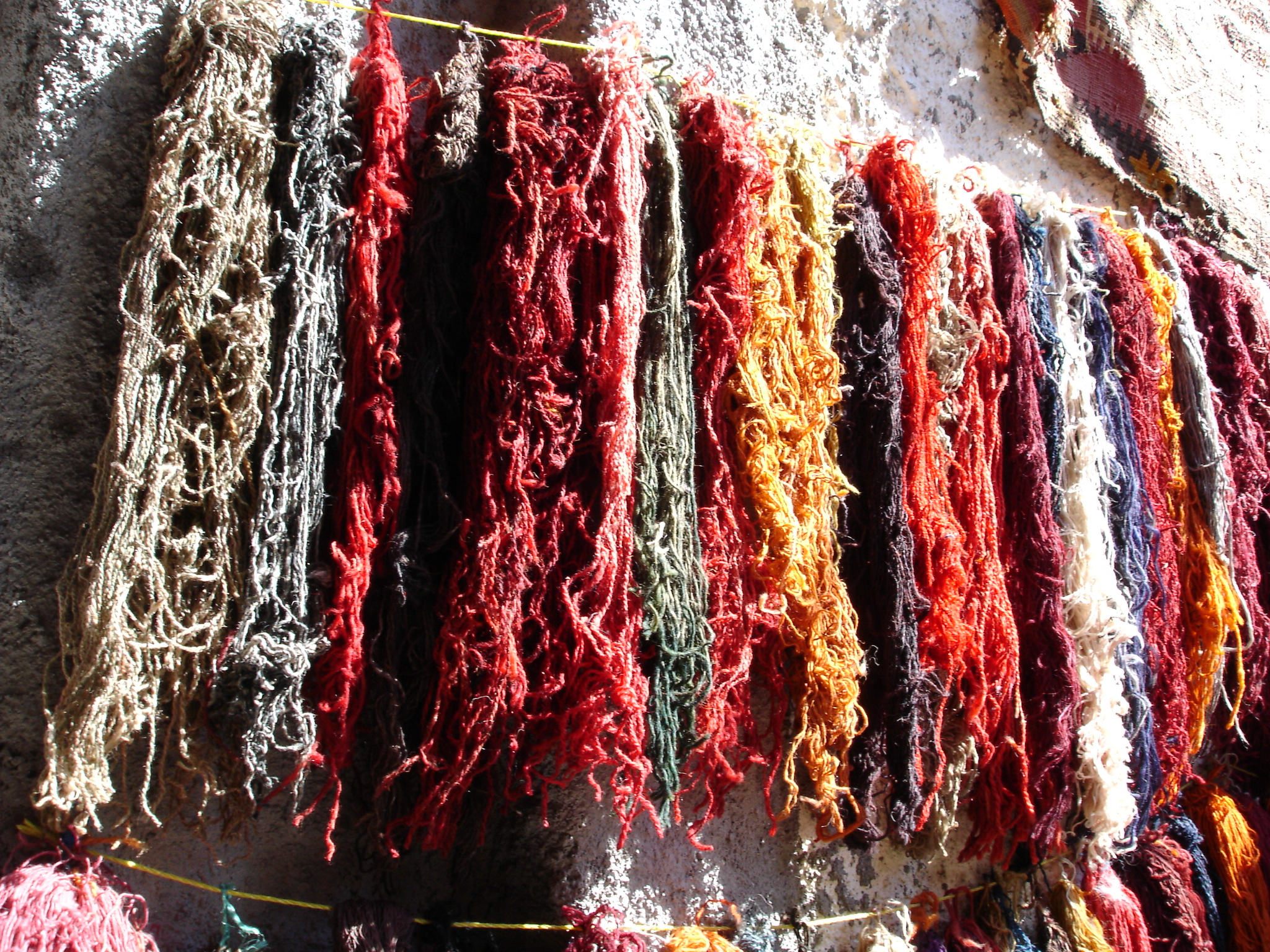
Gefärbte Wolle

Die geeignete Farbstoffklasse wird in erster Linie nach dem zu färbenden Substrat und dem geforderten/notwendigen Echtheitsniveau (Widerstandsfähigkeit der Färbung gegen Einflüsse während der Weiterverarbeitung und dem Gebrauch des textilen Fertigmaterials) ausgewählt.
Abhängig vom Artikel, wie Zusammensetzung (Mischung der Faserarten oder reine Stoffform), Garntyp, Maschen- oder Webware, Bindung des Farbstoffs auf der Faser, Anforderung an den Griff der Fertigware, erfolgt die Entscheidung, ob eine Färbemaschine, ein Apparat oder eine Färbeanlage nötig ist. Die von der Faser bedingte Farbstoffklasse beeinflusst die Bedingungen für das geeignete Färbeverfahren.
Für cellulosische Fasern werden Farbstoffe eingesetzt, die entweder über physikalische Kräfte (ionische- oder Dispersionskräfte) an die Faser gebunden werden oder mit der Faser eine chemische Bindung eingehen (Reaktivfarbstoffe).
- Das Färben mit Küpenfarbstoffen ist ein Verfahren, bei dem die Oberfläche der Fasern mit wasserunlöslichen Farbmolekülen durch Adsorption gebunden wird. Vorteil ist die hohe Farbechtheit. Der bekannteste Küpenfarbstoff ist Indigo.
- Beim Färben mit Entwicklungsfarbstoffen wird der Farbstoff erst auf den Fasern hergestellt (zum Beispiel durch Azokupplung). Die erste wasserlösliche Komponente wird mit der Faser durch Adsorption aufgenommen, die zweite Komponente bildet dann einen wasserunlöslichen Azofarbstoff. Dabei haftet die Farbe dann an der Faser durch Bildung von Van-der-Waals-Kräften und Wasserstoffbrückenbildung. Außerdem wirken noch Kräfte zwischen polarisierten Molekülgruppen.
- Das Färben mit Direktfarbstoffen (Substantive Farbstoffe) ist ein Verfahren, bei dem die Farbstoffe direkt aus der Färbeflotte auf die Fasern aufziehen. Es wird meist bei Mitteln zum Selberfärben zu Hause angewandt.

Für Wolle und Polyamid (wie Nylon) mit deren basischen Aminogruppen sind Säurefarbstoffe geeigneter. Für Polyacrylnitrilfasern (wie Dralon) und ähnliche mit ihren Säuregruppen sind basische Farbstoffe geeignet.
Da Polyesterfasern weitgehend unpolar sind, werden sie mittels Dispersionsfärbung gefärbt. Dabei wird eine Suspension hergestellt, in welche die Faser getaucht wird. Der Farbstoff diffundiert in die Faser hinein und verbleibt dort auch nach dem Trocknen. Allerdings ist die Farbechtheit bei einer derartigen Färbung nicht allzu hoch, kann aber mit dem sogenannten Hochtemperatur-Verfahren (HT-Verfahren, Temperatur ≥ 130 °C) verbessert werden.
Die schlechte Reibechtheit von Indigo und Küpenfarbstoffen auf Baumwollfasern durch die nur oberflächliche physikalische Bindung wurde zum Kennzeichen von echt gefärbten „Blue Jeans“ und muss bei modernen Farbstoffen durch Nachbehandlung erreicht werden.

## Färbemaschinen/Färbeapparate/Färbeanlagen

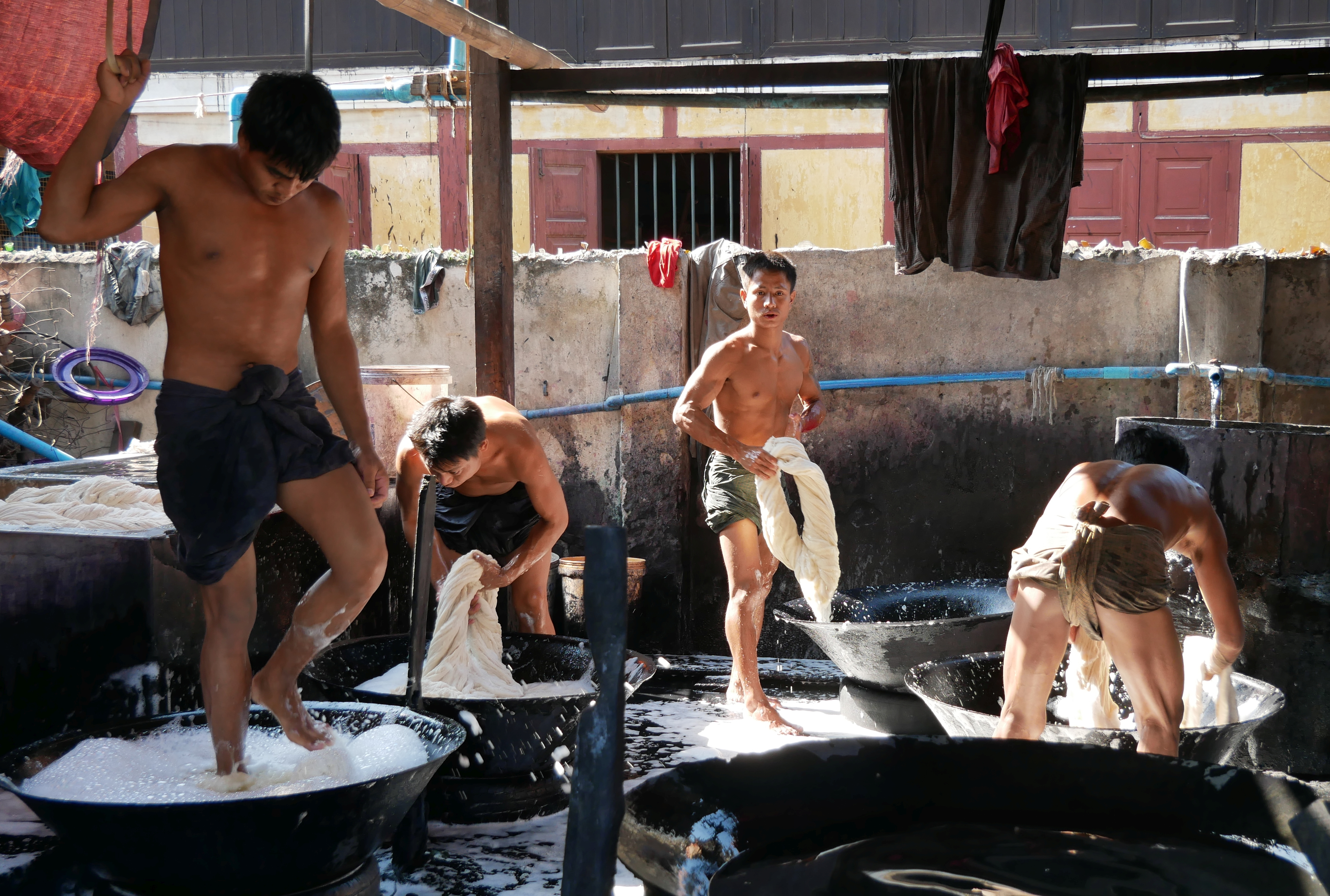
Waschen der Baumwolle vor dem Färben in einer Manufaktur in Myanmar

Beim Färben nach dem (diskontinuierlichen) Ausziehverfahren (die Faser zieht die Farbe aus der Flotte) unterscheidet man unterschiedliche Färbemaschinentypen, je nachdem Transportmechanismus des Substrates und der Flotte:
- Färbeapparat: bewegte Flotte, ruhende Ware; die Flotte wird durch die ruhende Ware gepumpt (z. B. Färbebaum, Garnfärbeapparat)
- Färbemaschine: bewegte Ware, ruhende Flotte; die Ware wird durch eine ruhende Flotte bewegt (z. B. Haspelkufe). Bei modernen, heute gebräuchlichen Maschinen erfolgt oft zusätzlich zur Warenbewegung allerdings auch eine gezielte Flottenumwälzung.
- Färbeanlage: für das (kontinuierliche) Kontinueverfahren ist die historische Gliederung auf Grund der geänderten Technologie ohne Bedeutung.

Die Färbemaschinen für das Ausziehverfahren werden ihrerseits unterteilt in solche für Temperaturen unter 100 °C und solche für Hochtemperatur.
- Naturfasern können meist bei moderaten Temperaturen gefärbt werden, das Färben findet in (wirtschaftlich) günstigen (offenen) Maschinen unter atmosphärischem Druck statt.
- Synthetische Fasern (insbesondere Polyester) nehmen Farbstoffe meist erst bei Temperaturen über 100 °C auf. Da das Wasser bei Umgebungsdruck verdampfen würde, muss das Färben unter Druck stattfinden. Üblich sind Temperaturen bis 135 °C bei einem statischen Druck bis 4,0 bar. Dies erfordert druckdichte und damit teurere Maschinen.
- Besonders problematisch ist das Färben von Fasermischungen aus synthetischen und natürlichen Fasern. Es wird meist mit zwei unterschiedlichen Farbstoffklassen gefärbt, wobei die unterschiedlichen Fasern jedoch farbgleich zu färben sind. (Ton-in-Ton-Färbung).

Für die unterschiedlichen Aufmachungen stehen verschiedene Maschinen zur Verfügung.
- Im Jigger wird das Färbegut in gespannten und faltenfreien Zustand durch die Farbflotte geführt. Dies garantiert eine gleichmäßige Farbverteilung über die ganze Breite.
- In der Haspelkufe wird das Gewebe ohne Spannung breit oder im Strang durch die Flotte geführt, dadurch wird die Ware nicht verzogen.
- In der Düsenfärbmaschine werden das Textilgut und die Flotte bewegt.

## Umweltaspekte
Das Färben von Textilien erfolgt seit dem 19. Jahrhundert in industrieller Produktion. Den wässrigen Farbstofflösungen oder Farbstoffdispersionen werden weitere Chemikalien (Salze, Säuren, Alkalien) und Textilhilfsmittel zugesetzt. Sollten sie unbehandelt in die Umwelt gelangen, wird diese mitunter stark belastet. Vormals wurden die Restflotten und Abwässer direkt in Flüsse geleitet, die dann auch gefärbt waren. Heute ist dies in vielen Teilen Europas und der USA durch umfangreiche Investitionen in Abwasserbehandlungsanlagen und in den Einsatz moderner Farbstoffe sowie das Verbot problematischer Produkte als gelöst anzusehen. In vielen anderen Teilen der Erde, wie in manchen asiatischen und osteuropäischen Ländern ist dieses Niveau im Umweltschutz noch nicht erreicht.